# پلیس آهنی ۳
پلیس آهنی ۳ (به انگلیسی: RoboCop 3) فیلمی است اکشن و علمی تخیلی به کارگردانی فرد دکر. فیلم که ساخته شده به سال ۱۹۹۳ آمریکا است، دنباله‌ای است بر داستان فیلم‌های پلیس آهنی و پلیس آهنی ۲. پلیس آهنی ۳، سوگند پلیس آهنی برای انتقام همکار خود آن لوئیس و تلاش او برای نجات دیترویت از هرج‌ومرج حاکم بر آن را دنبال می‌کند. فیلم یک شکست کامل تجاری و هنری به‌شمار می‌آید و منتقدان دیدگاه‌های منفی بر این فیلم داشتند. وبگاه راتن تومیتوز با دادن نمره ۳٫۱ از ۱۰ آن را گندیده برشمرد.
پلیس آهنی ۳ توسط مؤسسه «تصویر دنیای هنر» به فارسی دوبله و منتشر شده‌است.

## داستان
در آینده‌ای ویران‌شهری، شرکت بزرگ Omni Consumer Products (OCP) موفق به اجرای برنامه‌های خود از فیلم‌های قبلی شده و از طریق ورشکستگی شهر دیترویت را تصاحب کرده است. با این حال، اکنون در تلاش برای تحقق برنامه‌های خود برای ساخت شهر جدید دلتا هستند. رؤیای شهر دلتا که توسط مدیرعامل OCP که اکنون درگذشته است دنبال می‌شد، با کمک شرکت ژاپنی Kanemitsu Corporation که سهام کنترل‌کننده OCP را خریده و سعی در تأمین مالی این برنامه دارد، ادامه پیدا می‌کند. Kanemitsu، مدیرعامل شرکت کانمیتسو، برنامه تخلیه شهروندان کنونی را برای ساخت شهر دلتا پیگیری می‌کند اما نسبت به توانایی شرکای جدید خود تردید دارد. به دلیل مقاومت منفعلانه نیروی پلیس دیترویت در برابر تخلیه گسترده، OCP یک نیروی امنیتی خصوصی مسلح به نام بازپروران شهری، معروف به "ریهبز"، تحت فرماندهی پل مک‌دگت ایجاد می‌کند تا شهروندان تخلیه‌شده، از جمله ساکنان محله کادیلاک هایتس که اکنون محکوم به تخریب شده‌اند، را به اجبار جابه‌جا کند. نیکو هالوران، یکی از ساکنان جوان کادیلاک هایتس که در کار با کامپیوتر مهارت دارد، والدینش را در جریان این تخلیه از دست می‌دهد.
ربوکاپ و همکارش آن لوئیس سعی می‌کنند یک شب از غیرنظامیان در برابر ریهبز دفاع کنند اما مک‌دگت لوئیس را می‌کشد. ربوکاپ که به دلیل دستورات اصلی خود قادر به مقابله نیست، توسط اعضای یک جنبش مقاومت که متشکل از نیکو و ساکنان کادیلاک هایتس هستند، نجات داده شده و به آن‌ها می‌پیوندد. به دلیل آسیب جدی در جریان تیراندازی، بازده سیستم‌های ربوکاپ به شدت کاهش می‌یابد و از مقاومت می‌خواهد که دکتر لازاروس، یکی از دانشمندانی که او را ساخته است، فراخوانی کنند. لازاروس پس از رسیدن، او را درمان کرده و دستور چهارم را حذف می‌کند. در جریان یک حمله قبلی به انبار تسلیحات، مقاومت یک نمونه اولیه جت‌پک که در اصل برای استفاده ربوکاپ طراحی شده بود، به دست می‌آورد که لازاروس آن را برای حمل ربوکاپ اصلاح و ارتقا می‌دهد و در همین حین با نیکو دوست می‌شود.
پس از بهبودی، ربوکاپ یک عملیات تک‌نفره علیه ریهبز و OCP آغاز می‌کند. او مک‌دگت را پیدا کرده و تلاش می‌کند او را دستگیر کند، اما مک‌دگت موفق به فرار می‌شود و از یک عضو ناراضی مقاومت به نام کونتز اطلاعاتی درباره محل پایگاه مبارزان مقاومت به دست می‌آورد. کانمیتسو اندرویدهای نینجای خود به نام "اوتومو" را توسعه داده و یکی از آن‌ها را برای کمک به مک‌دگت علیه مقاومت می‌فرستد. ریهبز حمله می‌کند و بیشتر اعضای مقاومت یا کشته یا زندانی می‌شوند. هنگامی که ربوکاپ به پایگاه مقاومت بازمی‌گردد و آن را خالی می‌یابد، یکی از واحدهای اوتومو به او حمله می‌کند. ربوکاپ دچار افت انرژی دیگری شده و بازوی چپ و اسلحه خودکارش نابود می‌شود، اما حریف خود را با اسلحه نصب‌شده روی بازویش از بین می‌برد. نیکو به ساختمان OCP نفوذ کرده و به لازاروس اسیرشده کمک می‌کند تا یک ویدئوی بداهه را پخش کند که OCP را مسئول تخلیه و کشتن ساکنان کادیلاک هایتس و همچنین متهم کردن آن‌هایی که فرار کرده‌اند به جرم نشان می‌دهد. این پخش باعث سقوط سهام OCP می‌شود و در نتیجه شرکت از نظر مالی نابود می‌گردد.
در همین حال، مک‌دگت تصمیم می‌گیرد یک حمله همه‌جانبه علیه کادیلاک هایتس با کمک پلیس دیترویت انجام دهد، اما مأموران پلیس که از روش‌های بی‌رحمانه شرکت خشمگین هستند، به مقاومت می‌پیوندند و شورش علیه OCP به یک جنگ تمام‌عیار تبدیل می‌شود. در نتیجه، مک‌دگت به استخدام باندهای خیابانی و آشوبگران روی می‌آورد تا به برنامه‌هایش کمک کنند. پس از شنیدن پخش لازاروس، ربوکاپ از مقاومت مستقر حمایت هوایی می‌کند. او سپس به ساختمان OCP رفته و با مک‌دگت که منتظرش است، مواجه می‌شود. ربوکاپ توسط دو ربات اوتومو مورد حمله قرار گرفته و تقریباً شکست می‌خورد. نیکو و لازاروس موفق به برنامه‌ریزی مجدد آن‌ها از طریق یک لینک بی‌سیم از لپ‌تاپ می‌شوند و آن‌ها را به جنگیدن علیه یکدیگر وادار می‌کنند. سیستم خودتخریبی اوتوموها فعال می‌شود و ربوکاپ مجبور به فرار همراه با نیکو و لازاروس می‌شود. تخلیه شعله‌ور جت‌پک مک‌دگت را زمین‌گیر کرده و او را در انفجار نابود می‌کند.
در حالی که دیترویت قدیمی پاکسازی می‌شود، کانمیتسو از راه می‌رسد و سرانجام با ربوکاپ و متحدانش روبرو می‌شود، در حالی که مترجم او به مدیرعامل OCP از طرف کانمیتسو می‌گوید که او اخراج شده است زیرا شرکت OCP برای همیشه تعطیل شده و برنامه ترک دیترویت را دارد. کانمیتسو سپس به احترام به ربوکاپ و گروهش تعظیم می‌کند. مدیرعامل سابق به ربوکاپ تبریک می‌گوید و نام او را می‌پرسد، که او پاسخ می‌دهد: «دوستانم مرا مورفی صدا می‌کنند. شما مرا ربوکاپ صدا کنید.»